# Retrat de dona jove (Van der Weyden)
El Retrat d'una dona jove és un dibuix de l'artista primitiu flamenc Rogier van der Weyden. Descriu una dona jove que porta una lligadura al cap clavat al seu cabell i ha estat datada c. 1430s i també c. 1440 - 1445. La identitat de la dona no ha estat establerta, ni la seva classe social. El dibuix és presumiblement un estudi per un retrat pintat i ara perdut, i recorda a l'obra Dona amb un tocat de gasa de Berlín.

## Descripció
El dibuix està realitzat en punta de plata sobre paper preparat en color vori. En el revers hi ha una inscripció del segle xvii (o possiblement anterior) "Ruggero di Bruselle/1460" (i.e. "Rogier de Brussel·les 1460"), que suggereix que ja estava connectat amb Van der Weyden en una data primerenca. La factura és de qualitat superior, amb un modelat subtilment treballat per suggerir un efecte escultòric tridimensional.
La model és presentada amb un punt de vista de tres quarts amb línies vives i directes. La seva roba no dona cap pista real sobre el seu estatus. Campbell i Va der Stock opinen que, d'una banda la lligadura relativament plana suggereix un origen de classe mitjana, mentre que a l'altre costat del coll folrat de pell suggereix que pogués ser de classe alta.